# Hili Tropper
Yehiel Moshe « Hili » Tropper (hébreu : יְחִיאֵל מֹשֶׁה "חִילִי" טְרוֹפֵּר), né le 22 avril 1978, est un éducateur, travailleur social et homme politique israélien.
De 2020 à 2022, il est ministre de la Culture et des Sports, et député à la Knesset pour le parti Bleu et blanc en 2021, et depuis 2022.

## Biographie
Hili Tropper est né à Jérusalem, il est l'un des neuf enfants du rabbin Daniel Tropper. Il devient travailleur social et obtient un baccalauréat en sciences humaines de l'université ouverte d'Israël et une maîtrise en histoire et éducation juives du Lander Institute. Il travaille pour la municipalité de Bat Yam et dirige également l'école Branco Weiss à Ramle.
Lors des élections de 2013 à la Knesset, Tropper est classé vingt-troisième sur la liste du Parti travailliste, mais le parti ne remporte que 15 sièges. Il est ensuite nommé conseiller du ministre de l'Éducation Shai Piron. Lorsque Piron quitte le gouvernement en 2015, Tropper devient directeur de la Division de l'éducation, du bien-être et de la culture à Yeruham.
Dans la perspective des élections d'avril 2019, il rejoint le parti de La Résilience d'Israël (Hosen L'Yisrael), fondé par son ami Benny Gantz. Le parti est composé de la coalition Bleu et blanc, avec Tropper en douzième place sur la liste de l'alliance. Il est élu à la Knesset car Bleu et blanc remporte 35 sièges. Il est réélu en septembre 2019 et mars 2020. En mai 2020, il est nommé ministre de la Culture et des Sports dans le cinquième gouvernement de Netanyahou. Il démissionne ensuite de son siège à la Knesset en vertu de la loi norvégienne et a été remplacé par Yorai Lahav-Hertzanu. Il est réélu lors des élections de mars 2021.
Lors du remaniement du cinquième gouvernement de Netanyahou en mai 2021, il est nommé ministre de la Science et de la Technologie. Il le reste jusqu'à la formation du gouvernement Bennett en juin 2021 mais garde les portefeuilles de la Culture et des Sports.
Il fait pression en 2022 pour faire censurer le film Farha, qui évoque les crimes de la Nakba.
Il quitte le gouvernement en décembre 2022, quand Benyamin Netanyahou retrouve le pouvoir. Le 12 octobre 2023, à la suite de l'accord conclu entre le Premier ministre Netanyahou et Benny Gantz pour la formation d'un cabinet d'unité nationale, il est nommé ministre sans portefeuille dans le gouvernement.